# Jacek Dyrzyński
Jacek Dyrzyński (ur. 30 lipca 1946 w Sochaczewie, zm. 1 lutego 2025 w Warszawie) – polski malarz i pedagog, prof. nauk o sztukach pięknych związany z warszawską ASP.

## Życie i twórczość
Wykształcenie zdobył na Wydziale Malarstwa w Akademii Sztuk Pięknych w Warszawie. Dyplom uzyskał w roku 1972 w pracowni prof. Aleksandra Kobzdeja, zaś aneks z grafiki warsztatowej u prof. Haliny Chrostowskiej. Od 1983 prowadził Pracownię Działań i Struktur Wizualnych. W okresie 1990–1996 dziekan Wydziału Malarstwa, w latach 1999–2005 prorektor. Kierował Katedrą Problemów Plastycznych. Oprócz malarstwa uprawiał także rysunek i sztukę papieru. Uczestniczył w licznych wystawach zarówno w Polsce, jak i za granicą.
Został pochowany na Cmentarzu Wojskowym na Powązkach w Warszawie (aleja zasłużonych kwatera FV-1-5).

## Odznaczenia
- Złoty Medal „Zasłużony Kulturze Gloria Artis” (2017)
- Srebrny Medal „Zasłużony Kulturze Gloria Artis” (2010)
- Brązowy Medal „Zasłużony Kulturze Gloria Artis” (2005)[6]